# Amphiglossus frontoparietalis
Amphiglossus frontoparietalis là một loài thằn lằn trong họ Scincidae. Loài này được Boulenger mô tả khoa học đầu tiên năm 1889.

## Hình ảnh

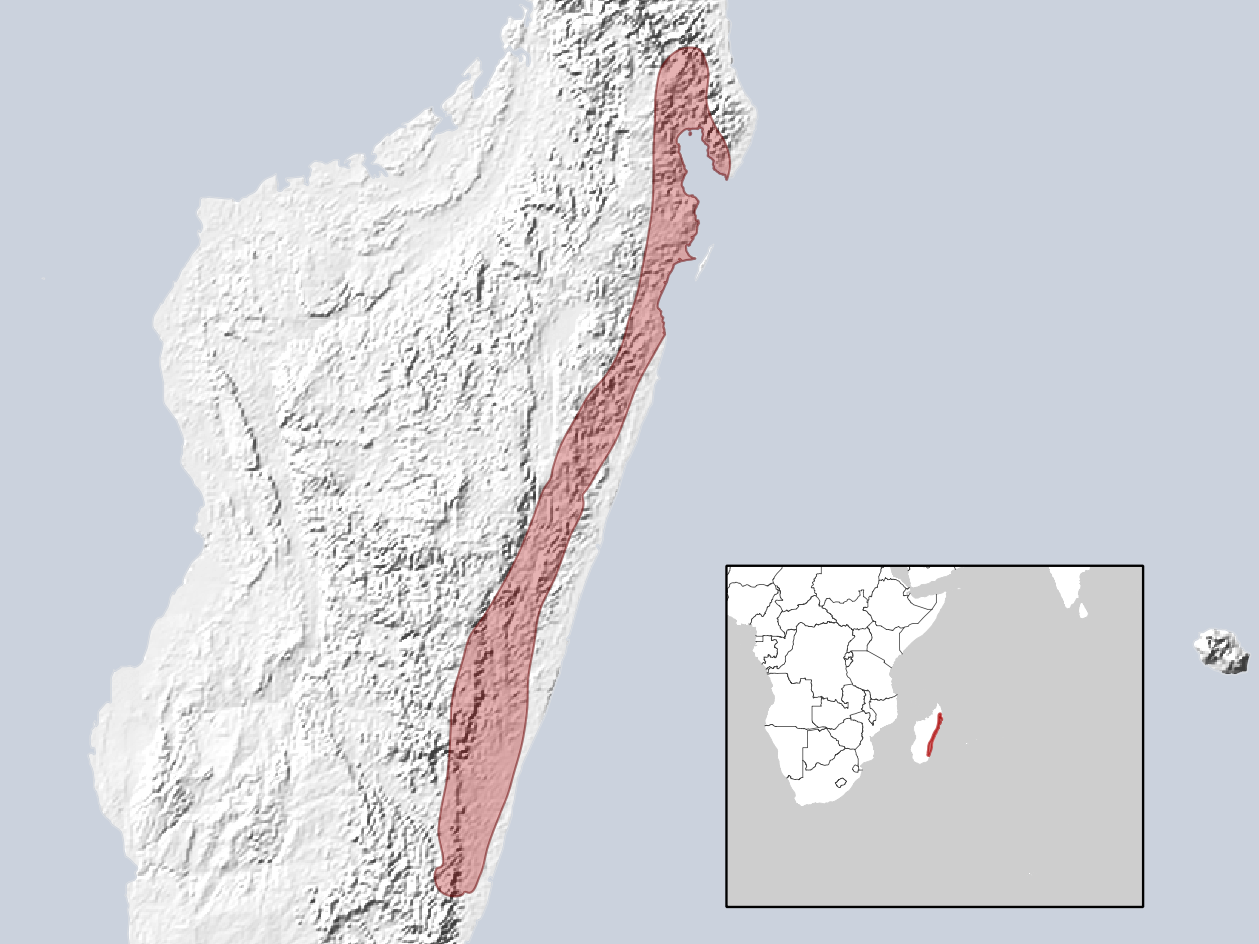